# مرگ مرد زن‌باره
مرگِ مردِ زن‌باره  پنجمین آلبوم خواننده و ترانه‌سرای کانادایی، لئونارد کوهن می‌باشد که با تهیه کنندگی و همکاری در نگارش ترانه‌ها توسط فیل اسپکتور، منتشر شده‌است. این آلبوم از بعضی جهات حرکت کوهن از سبک مینیمالیستی خود، به سمت روش‌های ضبط موسیقی دیوار صوت اسپکتور می‌باشد. این آلبوم در آمریکا توسط وارنر رکوردز و در باقی کشورها و به صورت سی دی توسط کمپانی همیشگی انتشار آثار کوهن یعنی کلمبیا رکوردز منتشر شد.